# Phare de Boulder Bank
Le phare de Boulder Bank est un  ancien phare situé à l'extrémité de Boulder Bank (en), un banc de granodiorite à Port Nelson (région de Nelson - île du Sud), en Nouvelle-Zélande.
Le phare est enregistré par le Heritage New Zealand depuis juin 1983   en tant que structure de catégorie I.

## Histoire
Le phare, fabriqué en sections par l'entreprise Stothert & Pitt (en) de Bath en Angleterre et expédié en bateau en Nouvelle-Zélande, a été érigé en 1862, face au port de Nelson. Le phare a été désactivé en 1982 parce qu'il ne pouvait plus être distingué clairement des lumières de la ville. Avant sa désactivation, il fut le plus vieux phare actif de la Nouvelle-Zélande. En 2011 l'autorité de port a proposé d'installer une lumière décorative dans la tour donnant vers la ville et plus vers la mer. Le site est ouvert et la tour est visitable.
La zone de Boulder Bank est maintenant une zone protégée

## Description
Le phare est une tour octogonale en fonte, avec une galerie et une lanterne, de 18 m de haut. Le phare est totalement peint en blanc et le dôme de la lanterne est noir.
Identifiant : ARLHS : NZL-004 .
|              |
| Boulder Bank |

|          |
| Le phare |

|          |
| Le phare |

### Lien connexe
- Liste des phares de Nouvelle-Zélande